# Α̈
Cette page contient des caractères spéciaux ou non latins. S’ils s’affichent mal (▯, ?, etc.), consultez la page d’aide Unicode.
Ne doit pas être confondu avec la lettre latine Ä ou la lettre cyrillique Ӓ.
L’alpha tréma, α̈, est une lettre grecque additionnelle utilisée dans l’écriture du grec pontique par certains auteurs.

## Utilisation
En grec pontique, l’alpha tréma est utilisé pour représenter une voyelle pré-ouverte antérieure non arrondie [æ].